# VV Elinkwijk in het seizoen 1959/60
Het seizoen 1959/1960 was het zesde jaar in het bestaan van de Utrechtse betaaldvoetbalclub Elinkwijk. De club kwam uit in de Nederlandse Eredivisie en eindigde daarin, na een beslissingswedstrijd tegen Blauw-Wit op de 15e plaats.

## Wedstrijdstatistieken

### Eredivisie
|       | ADO   | Ajax  | Blauw-Wit | DOS   | DWS/A | Sportclub Enschede | Feijenoord | Fortuna '54 | MVV   | NAC   | PSV   | Rapid JC | Sittardia | Sparta | Volendam | VVV   | Willem II |
| ----- | ----- | ----- | --------- | ----- | ----- | ------------------ | ---------- | ----------- | ----- | ----- | ----- | -------- | --------- | ------ | -------- | ----- | --------- |
| Thuis | 1 – 3 | 2 – 4 | 1 – 3     | 0 – 0 | 0 – 2 | 3 – 1              | 0 – 0      | 2 – 4       | 2 – 0 | 0 – 0 | 0 – 2 | 0 – 0    | 1 – 0     | 1 – 1  | 3 – 2    | 0 – 0 | 2 – 0     |
| Uit   | 1 – 2 | 1 – 1 | 0 – 0     | 3 – 2 | 0 – 1 | 2 – 0              | 2 – 1      | 0 – 2       | 2 – 0 | 1 – 1 | 3 – 1 | 3 – 3    | 2 – 1     | 0 – 1  | 1 – 0    | 2 – 2 | 3 – 1     |

### Beslissingswedstrijd
| Beslissingswedstrijd 15e en 16e plaats                                                               | Elinkwijk        | 1 – 0 (1 – 0) | Blauw-Wit |
| 26 mei 1960 Plaats: Rotterdam Stadion Feijenoord Toeschouwers: 20.000 Scheidsrechter: Jan Bronkhorst | Jan de Jongh 20' |               |           |

## Statistieken Elinkwijk 1959/1960

### Eindstand Elinkwijk in de Nederlandse Eredivisie 1959 / 1960
| Stand | Gespeeld | Gewonnen | Gelijk | Verloren | Punten | Doelpunten voor | Doelpunten tegen |
| ----- | -------- | -------- | ------ | -------- | ------ | --------------- | ---------------- |
| 15e   | 34       | 9        | 11     | 14       | 29     | 37              | 48               |

### Topscorers
| #                    | Naam              | Goal |
| -------------------- | ----------------- | ---- |
| 1.                   | Ben Zweers        | 14   |
| 2.                   | Michel Kruin      | 4    |
| 3.                   | Frank Mijnals     | 3    |
| 3.                   | Jacques Westphaal | 3    |
| 5.                   | Charley Marbach   | 2    |
| 5.                   | Humphrey Mijnals  | 2    |
| 5.                   | Erwin Sparendam   | 2    |
| 5.                   | Gerrit Velthuis   | 2    |
| 5.                   | Evert-Jan Vonk    | 2    |
| 10.                  | Jan de Jongh      | 1    |
| Onbekende doelpunten |                   |      |
| –                    | Onbekend          | 2    |
| Totaal               | Totaal            | 37   |

| #      | Naam         | Goal |
| ------ | ------------ | ---- |
| 1.     | Jan de Jongh | 1    |
| Totaal | Totaal       | 1    |